# Lâm Khẩu
Lâm Khẩu (chữ Hán giản thể: 林口县) âm Hán Việt: Lâm Khẩu huyện) là một huyện thuộc địa cấp thị Mẫu Đơn Giang, tỉnh Hắc Long Giang, Cộng hòa Nhân dân Trung Hoa. Huyện này nằm ở đông nam Hắc Long Giang. Huyện Lâm Khẩu có diện tích 6694 km², dân số 450.000 người. Mã số bưu chính của Lâm Khẩu là 157600. Chính quyền nhân dân huyện Lâm Khẩu đóng tại trấn Lâm Khẩu. Huyện này được chia thành 8 trấn, 7 hương. Các đơn vị này được chia ra 293 ủy ban thôn.
- Trấn: Lâm Khẩu, Cổ Thành, Chu Gia, Điêu Linh, Long Trảo, Liên Hoa, Liễu Thụ, Tam Đạo Thông.
- Hương: Trung Hưng, Khuê Sơn, Thanh Sơn, Kiến Đường, Song Phong, Bảo Lâm, Ngũ Tinh.